# Michał Butkiewicz
Michał Butkiewicz (* 18. August 1942 in Warschau) ist ein ehemaliger polnischer Degenfechter.

## Erfolge
Michał Butkiewicz wurde 1970 in Ankara mit der Mannschaft Vizeweltmeister. Bei den Olympischen Spielen 1968 in Mexiko-Stadt erreichte er mit der polnischen Equipe das Gefecht um den dritten Platz, in dem Deutschland mit 9:6 besiegt wurde. Gemeinsam mit Bohdan Andrzejewski, Kazimierz Barburski, Bohdan Gonsior und Henryk Nielaba erhielt Butkiewicz somit die Bronzemedaille. 1963 und 1967 wurde er polnischer Meister mit dem Degen.
An der Warsaw School of Economics promovierte er in Wirtschaftswissenschaften.